# 伊米ヶ崎村
伊米ヶ崎村（いめがさきむら）は、かつて新潟県南魚沼郡に存在した村。

## 沿革
- 1889年（明治22年）4月1日 - 町村制施行に伴い、南魚沼郡虫野村、干溝村、板木村、原虫野新田、大浦村、大浦新田、十日町村、伊勢島新田、岡新田が合併し、伊米ヶ崎村が成立。
- 1950年（昭和25年）4月1日 - 大字干溝を分離し、北魚沼郡小出町に編入。
- 1954年（昭和29年）5月1日 - 小出町に編入され消滅。